# Patrick Hahn

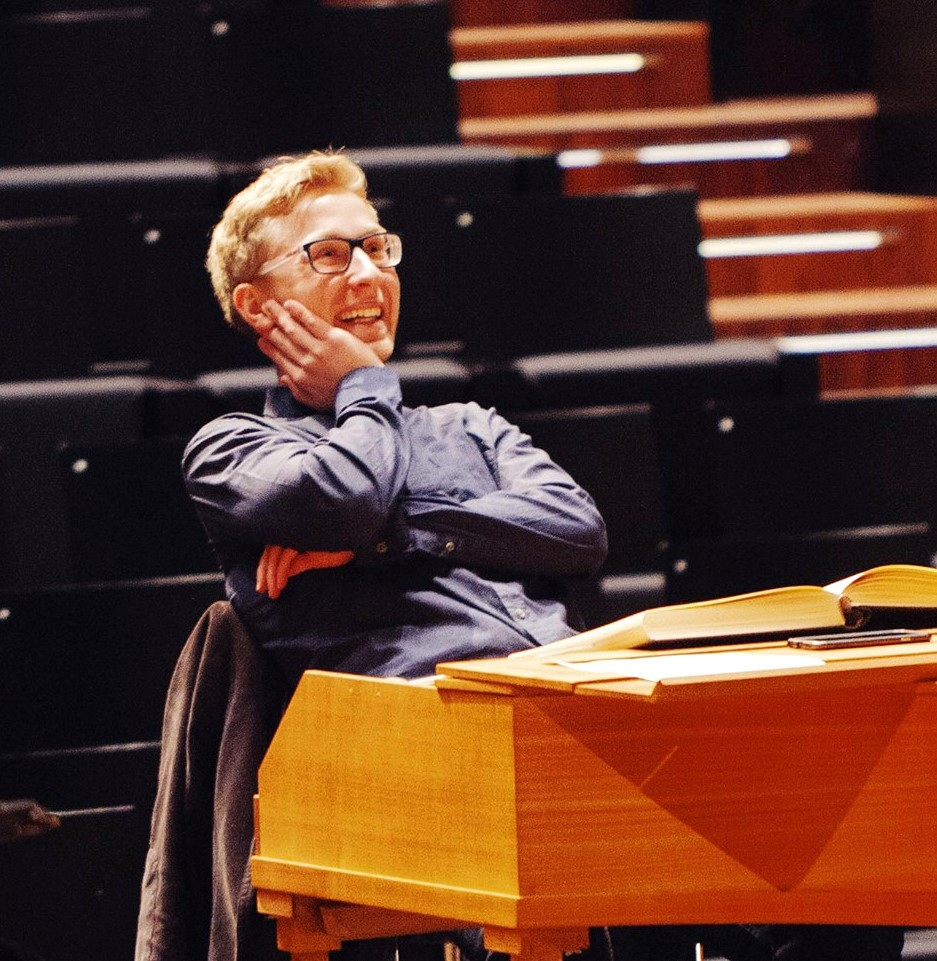
Patrick Hahn (2018)

Patrick Hahn (* 17. Juli 1995 in Graz) ist ein österreichischer Dirigent, Pianist und Komponist. Mit Beginn der Spielzeit 2021/22 ist er  Generalmusikdirektor bei der Wuppertaler Bühnen und Sinfonieorchester GmbH.

## Leben und Wirken
Patrick Hahn ist der Sohn eines Schlossers und einer Industriekauffrau. Er hat zwei Brüder. Seine musikalische Ausbildung begann als Knabensolist bei den Grazer Kapellknaben. Er studierte Klavier und Dirigieren an der Universität für Musik und Darstellende Kunst Graz und schloss das Studium mit dem Master of Arts ab. Meisterkurse absolvierte er bei Kurt Masur und Bernard Haitink sowie als Conducting Fellow beim Aspen Music Festival und in Tanglewood. 2019 übernahm er in Zusammenarbeit mit Kirill Petrenko die Einstudierung der Neuproduktionen von Salome und Die Tote Stadt an der Bayerischen Staatsoper sowie 2020 von Fidelio bei den Osterfestspielen Baden-Baden. Als Pianist konzertierte er mit dem Mozarteumorchester Salzburg sowie als Liedbegleiter im Wiener Musikverein.
Sein Debüt als Dirigent gab Hahn 2014 mit dem Orchester der Ungarischen Staatsoper Budapest an der Seite von Piotr Beczała und Ferruccio Furlanetto bei einem Galakonzert anlässlich des 25. Jahrestags der Öffnung der österreichisch-ungarischen Grenze. Im selben Jahr dirigierte er erstmals im Musikverein Graz.
Hahn dirigierte in den folgenden Jahren unter anderem die Münchner Philharmoniker, das Symphonieorchester des Bayerischen Rundfunks, das Royal Concertgebouw Orchestra, das Philharmonia Orchestra, das London Philharmonic Orchestra, das Tonhalle-Orchester Zürich, das Gürzenich-Orchester Köln, die Dresdner Philharmonie, das Tonkünstlerorchester Niederösterreich, die Bamberger Symphoniker und die Wiener Symphoniker. Er gastierte an der Bayerischen Staatsoper München, der Staatsoper Hamburg der Oper Frankfurt, der Oper Amsterdam, der Semperoper Dresden sowie bei den Tiroler Festspielen Erl. Von 2021 bis 2023 war er Erster Gastdirigent und künstlerischer Berater beim Borusan Istanbul Philharmonic Orchestra.
Seit 2021 ist Hahn Generalmusikdirektor der Wuppertaler Bühnen und Sinfonieorchester. Parallel dazu wirkt er als Erster Gastdirigent beim Münchner Rundfunkorchester sowie seit 2024 beim Royal Scottish National Orchestra.  Im Oktober 2024 gab Hahn bekannt, dass er seinen Vertrag als Generalmusikdirektor in Wuppertal über die Spielzeit 2025/26 hinaus nicht verlängern wird.
Im Bereich der zeitgenössischen Musik verbindet ihn eine enge Zusammenarbeit mit dem Klangforum Wien.
Neben seiner Arbeit im klassischen Musikbereich hegt er auch als Chansonnier großes Interesse an den Liedern des österreichischen Komponisten und Satirikers Georg Kreisler wie auch an Jazzmusik.

## Wirken als Komponist
Im Alter von 12 Jahren verfasste Hahn seine erste Komposition, die Oper Die Frittatensuppe, welche 2008 unter seiner Leitung in Graz uraufgeführt wurde. 2013 erhielt er den 2. Preis beim Penfield Music Commission Project Contest in New York für seine Komposition Ameraustrica. Als Komponist und Arrangeur hat er Musik beim Musikverlag Tierolff Muziekcentrale (Roosendaal, Niederlande) sowie bei Helbling (Rum/Innsbruck) veröffentlicht.

## Auszeichnungen
- 2017: Würdigungspreis des Bundesministeriums für Wissenschaft, Forschung und Wirtschaft[30]
- Auszeichnungen bei Jazz Festivals in Chicago sowie den „Outstanding Soloist Award“ der University of Wisconsin-La Crosse als bester Jazz-Pianist des 37th Annual Jazz Festivals[31][28]

## Diskografie
- Beethoven: Piano Concertos 1 & 2. Mit Olivier Cavé, Kammerakademie Potsdam, Dirigent: Patrick Hahn (Alpha; 2020)
- Marcin Stańczyk: Mosaïque. Mit Benedikt Leitner, Klangforum Wien, Dirigent: Patrick Hahn (Kairos; 2021)
- Viktor Ullmann: Der Kaiser von Atlantis. Mit Adrian Eröd, Lars Woldt, Johannes Chum, Juliana Zara, Tareq Nazmi, Christel Loetzsch, Münchner Rundfunkorchester, Dirigent: Patrick Hahn (BR-Klassik; 2022)
- Nils Wülker: Continuum. Mit Nils Wülker, Münchner Rundfunkorchester, Dirigent: Patrick Hahn (Warner; 2022)
- Britten & Bruch: Violin Concertos. Mit Kerson Leong (Violine) Philharmonia Orchestra, Dirigent: Patrick Hahn (Alpha; 2023)
- Alexander Zemlinsky: Eine florentinische Tragödie. Mit Christopher Maltman, Rachael Wilson, Benjamin Bruns, Münchner Rundfunkorchester, Dirigent: Patrick Hahn (BR-Klassik; 2024)
- Andrew Lloyd Webber: Requiem. Mit Soraya Mafi, Benjamin Bruns, Chor des Bayerischen Rundfunks, Münchner Rundfunkorchester, Dirigent: Patrick Hahn (BR-Klassik; 2024)